# Patty giamaicano

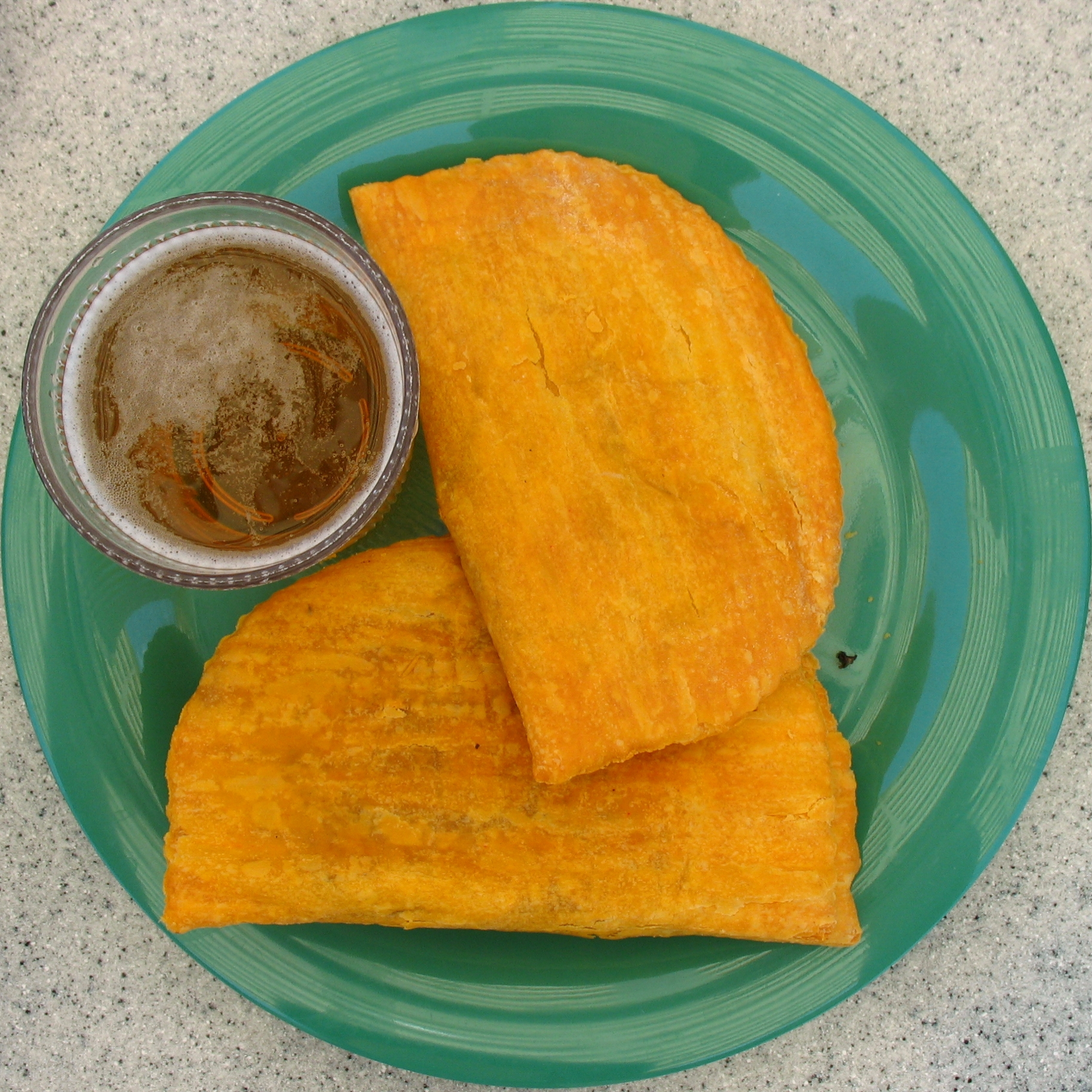
Un piatto di patty

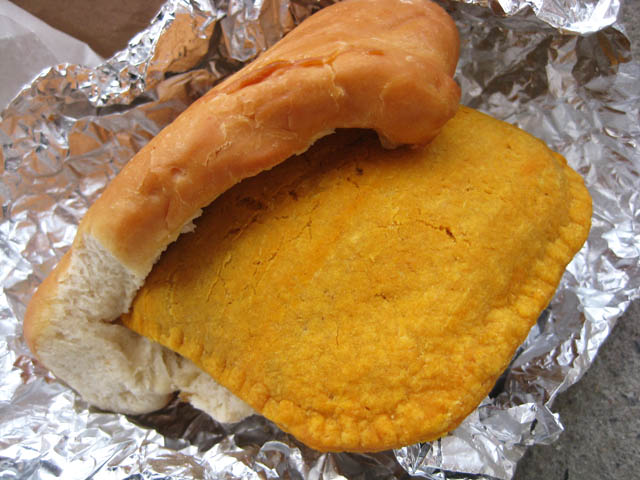
Coco bread farcito con patty

Il patty giamaicano (in lingua inglese: jamaican patty; in patois giamaicano: jumiekan pati) è un fagottino a forma di mezzaluna, tipico della cucina giamaicana, simile al cornish pasty inglese, da cui deriva, o alle empanadas sudamericane.
Il ripieno è tipicamente a base di carne di manzo e spezie (beef patty), ma esistono anche ripieni di pollo, gamberi o in versione vegetariana.
Molto comune è l'utilizzo dei patty per farcire il coco bread.